# 南格乌内里
南格乌内里（Nanguneri），是印度泰米尔纳德邦Tirunelveli县的一个城镇。总人口6764（2001年）。

## 人口
该地2001年总人口6764人，其中男性3337人，女性3427人；0—6岁人口673人，其中男326人，女347人；识字率76.35%，其中男性为83.07%，女性为69.80%。